# Euoniticellus kawanus
Euoniticellus kawanus là một loài bọ cánh cứng trong họ Bọ hung (Scarabaeidae).